# Perry (contea di Armstrong, Pennsylvania)
Perry  è una township degli Stati Uniti d'America, nella contea di Armstrong nello Stato della Pennsylvania. Secondo il censimento del 2000 la popolazione è di 404 abitanti.

## Società

### Evoluzione demografica
La composizione etnica vede una prevalenza della razza bianca (99.75%), dati del 2000.
| township di Perry Popolazione |     |
| 2000                          | 404 |
| Stima al 2009                 | 378 |